# Plainfield, Indiana
Plainfield är en kommun (town) i Hendricks County, i delstaten Indiana, USA. Enligt United States Census Bureau har staden en folkmängd på 28 076 invånare (2011) och en landarea på 57,7 km².